# Telchinia viviana
Telchinia viviana is een vlinder uit de familie van de Nymphalidae. De wetenschappelijke naam van de soort is voor het eerst gepubliceerd in 1896 door Otto Staudinger.

## Verspreiding
Deze zeldzame soort komt voor in de bergbossen van Oost-Nigeria, Kameroen, Gabon, Noordoost-Congo-Kinshasa, Oeganda, West-Kenia, Noordwest-Tanzania en Angola.

## Waardplanten
De rups leeft op Triumfetta rhomboidea (Malvaceae).